# 草薙素子
草薙素子（日语：／）是由日本漫畫家士郎正宗所創作漫畫《攻殼機動隊》裡登場的女性主角。

## 作品描述

### 原作漫畫
在設定上草薙素子是在年幼時期因某種事故身軀只留下大腦及脊椎，之後將殘留的器官組裝在義體、義肢上所構成的生化人，外觀上為年輕的短髮女性。
過去的經歷中她曾是陸上自衛隊的一員，之後前往負責維安的機構「公安九課」裡任職。先前從軍的資歷讓她裡常被公安九課眾人以「少校」稱呼。而她在執行任務時展現的優異領導能力、與實戰技術讓她獲得在機構裡不可或缺地位。
素子的義體外觀雖是普通人模樣，但藏有著高性能動力裝置，能使她方便在不同高低建筑裡跳躍穿梭。素子並具備著優異的駭客技能，能透過特製的腦機介面來控制機器設備、或讀取電子腦獲取訊息。
士郎正宗的漫畫裡素子有較豐富、詼諧的情緒表現與肢體動作，而她閒暇時除有交往過數名異性伴侶外；也不忌諱與幾位同性朋友透過腦機介面在虛擬實境裡進行虛擬性愛。

### 動畫

#### 押井守版本
1995年發行的首部《攻殼機動隊》動畫劇場版是由押井守所執導，而擔任此片的角色設計沖浦啟之想表現出與漫畫版不同；有著更成熟風格的素子，因此將她內在實際年齡設定比外觀來得年長。導演押井守則表示草薙素子對他而言是個難以了解揣摩的角色，因此便將她描述成一位很在乎個人內心中想法的女性。
押井守版本之素子鮮少有將內心情緒給反應出來的場合，並不時沉默地若有所思。而她那全由生化機器打造的身軀使她懷疑與生俱來的自我意識皆是虛構出來的記憶，包含猜想她過去曾經是人類一事同樣為偽造的訊息。與原作漫畫相同，劇場版素子也有與一個擁有自我意志、具備強大網路入侵能力、被稱為「傀儡師」的人工智能互相融合。而與傀儡師融合後的素子則選擇離開公安九課，並將自我意識從人工義體裡脫離；融入到遍佈在世界上的網路資訊流中。
後續押井守執導的2004年《攻殼機動隊》劇場版第二作《INNOCENCE》裡，已融合於網路信息世界裡的素子在感應到過去公安九課夥伴巴特與德古沙的腦部正遭受偽造信息攻擊時協助他們脫困，並在劇情末段將自我意識傳輸至一具人形機器人上活動；與巴特再次合作打倒敵手。
押井個人對素子的年齡設定是47～48歲。

#### 神山健治版本
2002、04年的《攻殼機動隊》電視動畫集是由神山健治擔任導演製作，而神山健治表示在他執導的動畫上有嘗試著將素子性格上給表現得更務實。於2002年第一季電視動畫《STAND ALONE COMPLEX》裡神山健治認為並沒將素子行事上的動機意念給呈現出來，因此在2004年第二季《S.A.C. 2nd GIG》中便不想依照原作漫畫設定；改用個人所構思內容來描述素子的過去經歷，以表現出素子願意選擇讓自己去取得使用力量的依據。
神山健治在電視版裡使用的世界觀；是未出現原作漫畫裡素子與傀儡師融合的設定。素子在電視版裡除了和原作漫畫相同有許多強烈的個人風格穿著外，同樣能夠冷靜地達成執行任務，而電視版素子未像原作漫畫中有時會出現粗魯的言行；能以更沉穩的態度來與人應對。在第二季的《S.A.C. 2nd GIG》裡神山健治將素子設定為她是在小時候因遭受空難，之後在無法搶救的情形下將腦部移轉至人工義體裡存活下來。
後續2006年神山健治執導的《攻殼機動隊》OVA動畫《S.A.C. Solid State Society》則採用改編了讓原作漫畫裡提及的傀儡師，而該劇場版中素子未像原作漫畫或押井守版本裡將自我意識融入到網路世界裡；而是回到原有的義體中。
此版本素子在第一作《S.A.C.》時期年約25～26歲。

#### 黃瀨和哉版本
2013年由黃瀨和哉擔任的《攻殼機動隊 ARISE》裡劇情設定是素子加入公安9課之前；待在陸軍501機構的故事。該版本的素子在外觀模樣上則呈現較年幼的模樣，負責執導《ARISE》系列第一部內容的村田雅彥在處理上也讓素子比起先前其它版本的動畫有著更多豐富的情緒表現。另黃瀨和哉版本中素子是還在胎兒的狀態下就已被改造為生化人。

### 真人演出

#### 舞台劇
2015年11月期間在東京藝術劇場裡上演的舞台劇《攻殼機動隊 ARISE：GHOST is ALIVE》中；擔任草薙素子人選為曾在2014年動作電影《高踢天使》裡演出的青野楓。
舞台劇內容是引用《攻殼機動隊 ARISE》動畫系列劇情，而青野楓在劇中打扮成草薙素子的模樣；也是使用該動畫版裡常見的赤色外套與長褲造型。

#### 好萊塢電影

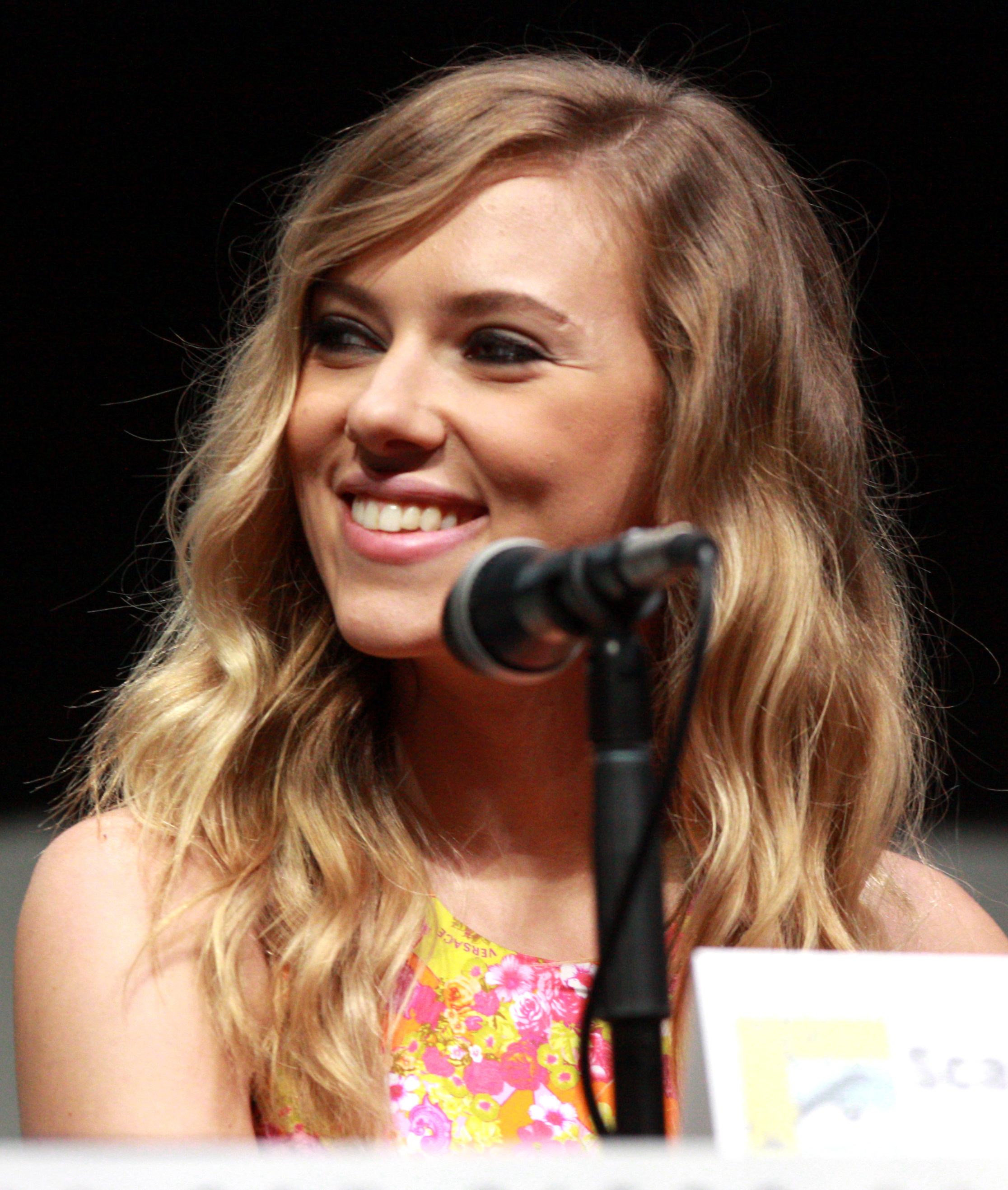
擔任飾演電影版草薙素子(蜜拉·凱莉恩)的史嘉蕾·喬韓森。

夢工廠製作，於2017年發行的《攻殼機動隊》真人電影版中草薙素子由美國女影星史嘉蕾·喬韓森所飾演，因此日本方面暱稱「ScarJoha攻殼」。該片導演魯伯特·山德斯認為喬韓森過去超過20年的演員生涯、有著參與前衛風格電影的經歷、加上給予人有著賽伯龐克風格的美感，種種條件對他而言就是草薙素子的代表人選。
而持有《攻殼機動隊》作品版權的講談社在此電影選角方面表示喬韓森從進入演藝界至今的表現，能讓人感受到她確實是個適合演出生化人性質角色的演員。但夢工廠找身為白人的喬韓森來飾演一事，也引發認為有不尊重原著角色為亞裔人物的批評、以及是美國影片裡對於特定種族角色常有的「洗白」（whitewashing）手法，華裔演員溫明娜也對此選角決策發聲表示不滿。
本片設定原是叛逆離家的日裔少女「草薙素子」（Motoko Kusanagi），表面上因船難被阪華機械（Hanka Robotics）改造成人工義體「蜜拉·凱莉恩」（Mira Killian），對以前的事已不太記得，即使加入公安九課一年後，仍對自身存在感到疑惑。遇上久世英雄復仇事件得知，其實是被抓去人體實驗的產物，為此追查幕後黑手，也找到原來的家跟母親團聚。

## 評價

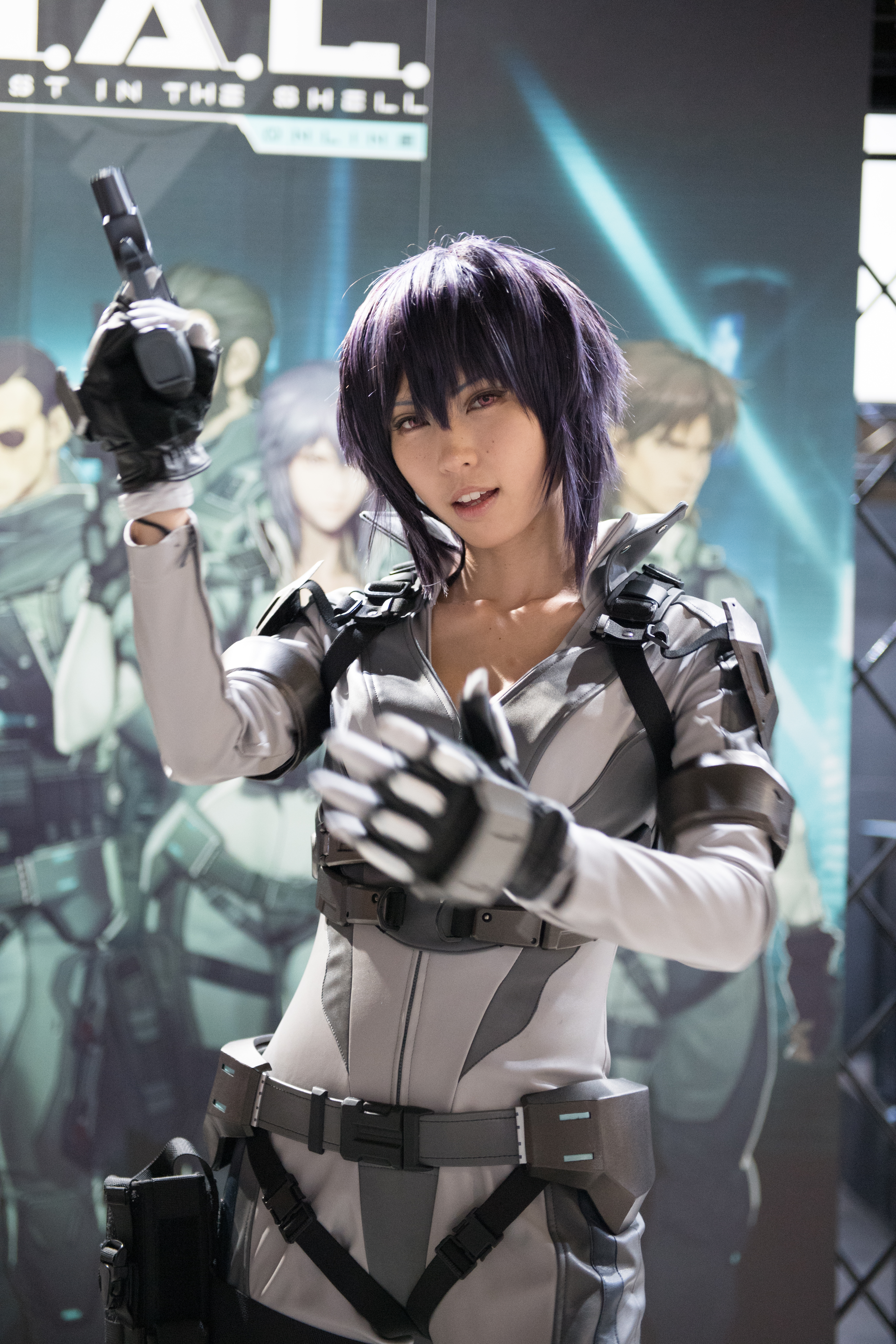
日本女性模特兒清瀬まち在2016年東京電玩展上所角色扮演的草薙素子。

電子遊戲評論網站IGN於2009年與2014年的史上前25大動畫角色排行裡分將草薙素子列為第13名及第11名，表示著素子在《攻殼機動隊》裡的各種歷險無一表現出不迷人的地方，且她在年幼時期大腦便已被填入到人造身軀裡的過去、與她平時生活跟種種經歷反應出一個常見的問題：「到底身為人類的意義是？」。
從2004年起擔任多部《攻殼機動隊》英語版動畫裡素子配音的瑪莉·伊莉莎白·麥葛林（Mary Elizabeth McGlynn）；表示過去她觀看1995年《攻殼機動隊》劇場版後便萌生想替素子配音的念頭，而對她來說素子是個強悍、有型又能表現出女性味的角色，因此能有機會替素子配音是個令她相當高興的事。論文《Kusanagi's body: Gender and technology in mecha-anime》則指出1995年《攻殼機動隊》劇場版裡草薙素子的表現，也許之後會助長讓擁有強大力量、但外型嬌小女性化的設定角色成為主流文化之一。

## 榮譽
1995年的《攻殼機動隊》劇場版中，草薙素子在作品裡的演出表現讓她以非實際人物的身份；拿下由東京體育報社舉辦的第5屆東京體育電影大獎中最佳女主角項目。

## 延伸阅读
- Chipman, Jay Scott. . Perlich, John; Whitt, David  (编). . Jefferson, N.C.: McFarland & Co. 2010: 167–192. ISBN 978-0-7864-4562-2.
- Dinello, Dan. . Steiff, Josef; Tamplin, Tristan D.  (编). . Chicago, Ill.: Open Court. 2010. ISBN 978-0-8126-9670-7.
- McBlane, Angus. . Steiff, Josef; Tamplin, Tristan D.  (编). . Chicago, Ill.: Open Court. 2010. ISBN 978-0-8126-9670-7.
- McCarthy, Helen. . London: Collins & Brown. 2006: 114. ISBN 978-1-84340-234-3.
- Napier, Susan J. .  1st. New York: Palgrave. 2001: 103–120. ISBN 978-0-312-23863-6.
- Schaub, J. C.  (PDF). Asian Journal of Communication. 2001, 11 (2): 79–100  [2013-09-26]. S2CID 145115889. doi:10.1080/01292980109364805. （原始内容 (PDF)存档于2015-04-30）.

## 備註
1. ↑  明顯取材自原作漫畫的「阪華精機」（Hanka Precision Instruments）。